# Koyaguchi
Koyaguchi (高野口町,Koyaguchi-cho) was een gemeente in het district Ito van de Japanse prefectuur Wakayama.
In 2003 had de gemeente 14.489 inwoners en een bevolkingsdichtheid van 742,22 inw./km². De oppervlakte van de gemeente bedroeg 20,06 km².  
Op 1 maart 2006 hield de gemeente op te bestaan als zelfstandige entiteit toen ze werd aangehecht bij de stad Hashimoto.
Steden:
Arida · Gobo · Hashimoto · Iwade · Kainan · Kinokawa · Shingu · Tanabe · Wakayama (hoofdstad)

Districten:
Arida · Hidaka · Higashimuro · Ito · Kaiso · Nishimuro
Gemeenten per district